# Pasaje
Pasaje – miasto w Ekwadorze, w prowincji El Oro, siedziba władz kantonu Pasaje, nad rzeką Jubones. Według spisu ludności z 28 listopada 2010 roku miasto liczyło 52 673 mieszkańców. 